# Hadrolecocatantops kissenjianus
Hadrolecocatantops kissenjianus är en insektsart som först beskrevs av Rehn, J.A.G. 1914.  Hadrolecocatantops kissenjianus ingår i släktet Hadrolecocatantops och familjen gräshoppor. Inga underarter finns listade i Catalogue of Life.